# Filippinska plattan

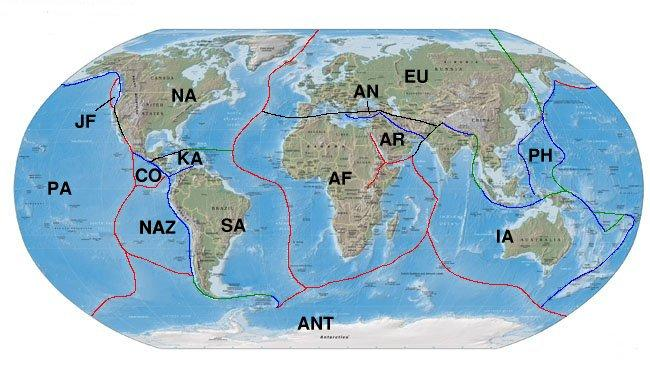
Jordens större kontinentalplattor.
PH = Filippinska plattan.

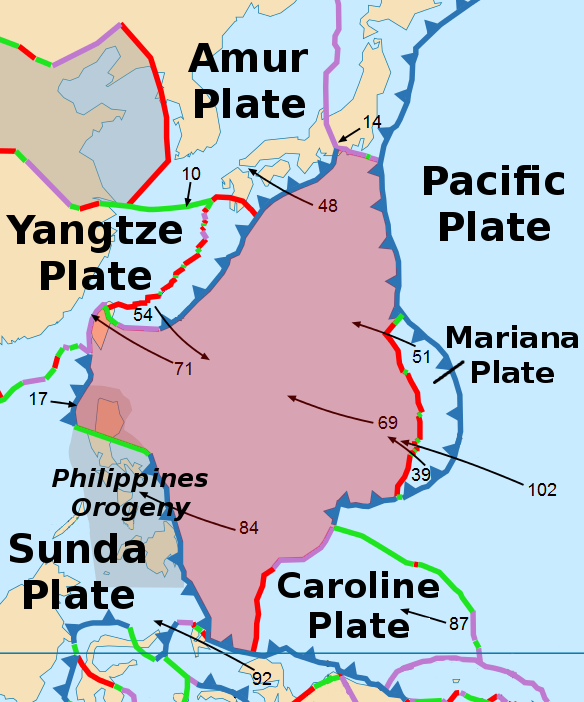
Filippinska plattan

Filippinska plattan är en litosfärplatta, som i stort sett omfattar den oceaniska jordskorpan under Filippinska sjön nordost om Filippinerna.
Något förenklat kan man säga att den filippinska plattan i väster går in under den eurasiska kontinentalplattan medan Stillahavsplattan tränger in under dess östra sida.
På plattans västra sida ses subduktionszoner mot delar av den eurasiska plattan, norrifrån Amurplattan, Yangtzeplattan och Sundaplattan. Det största området mellan Yangtseplattan och Filippinska plattan upptas dock av den mellanliggande mikroplattan Okinawaplattan, som av filippinska plattans subduktion separerats från yangtzeplattan.
Den nordligaste änden av plattan gränsar till den ochotska plattan, ibland sedd som en del av den nordamerikanska kontinentalplattan, i trakten av Japans största ö Honshu och de båda gränsar där också mot den eurasiska plattan, eller Amurplattan som kan ses som en del av den eurasiska plattan.
I öster skjuter stillahavsplattan in under Filippinska plattan. Där ligger också den lilla Marianerplattan, som av Stillahavsplattans subduktion, vilken skapat Marianergraven, separeras från den filippinska plattan. 
I sydost gränsar Filippinska plattan mot Karolinerplattan och i söder mot Bird's Head-plattan, en mikrokontinentalplatta i gränszonen mot den Australiska plattan.